# Basílica de los Veintiséis Santos Mártires de Japón

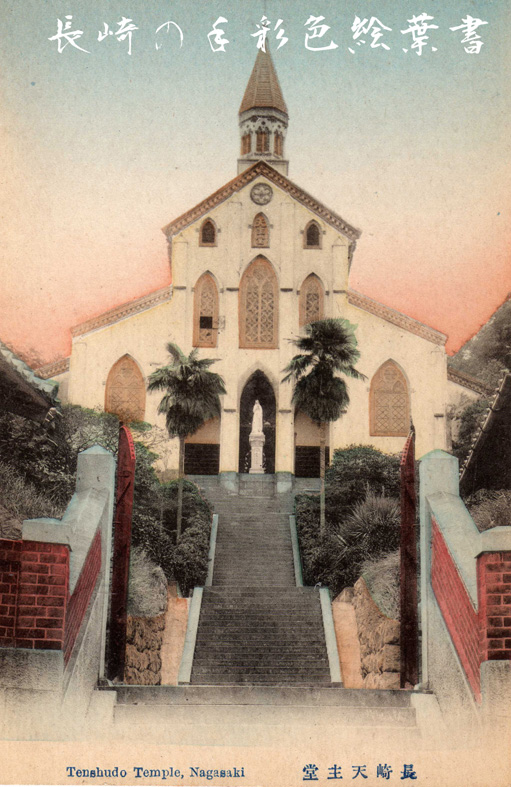
La iglesia de Ōura, durante el período Taisho.

La Basílica de los Veintiséis Santos Mártires de Japón (日本二十六聖殉教者堂) Iglesia de Ōura (大浦天主堂 'Ōura Tenshudō'?) es una iglesia católica en Nagasaki, Japón, construida poco después del fin de la política de aislamiento Sakoku en 1853. Es también conocida como la iglesia de los 26 mártires de Japón. Fue durante muchos años la única edificación en estilo occidental declarada como tesoro nacional de Japón, y es considerada como una de las iglesias más antiguas de Japón. Es basílica menor desde 2016 y también Concatedral de la Arquidiócesis Metropolitana de Nagasaki. Conserva el primer modelo utilizado por el arte namban para desarrollar la imagen de la Virgen de la Antigua en Japón.

## Historia
En 1863, dos sacerdotes franceses de la Sociedad de las Misiones Extranjeras de París, los padres Louis Furet y Bernard Petitjean, llegaron a Nagasaki con la intención de construir una iglesia en honor a los 26 mártires de Japón, seis sacerdotes europeos (uno de ellos nacido en la Nueva España y otro en la India), tres sacerdotes japoneses y diecisiete japoneses cristianos quienes fueron crucificados en 1597 por orden de Toyotomi Hideyoshi. La construcción de la iglesia finalizó en 1864. Construida por Koyama Hidenoshin, un experto en carpintería quien construyó el parque jardín de Glover también en Nagasaki, fue originalmente una iglesia pequeña con tres pasillos y tres torres octagonales. La presente estructura es una basílica de arquitectura gótica mucho más grande que data desde 1879. Esta versión fue construida de ladrillo de estuco blanco con cinco pasillos, techos abovedados y una torre octagonal. El diseño vino probablemente de Bélgica usada por misioneros católicos en una iglesia más antigua construida en Osaka. Los vitrales fueron importados de Francia. 
El 17 de marzo de 1865, poco después de terminada la catedral original, el padre Petitjean vio a un grupo de personas de pie enfrente de la catedral. Ellos le pidieron al sacerdote que les abriese las puertas.  A medida que el sacerdote se arrodilló ante el altar, una mujer de edad mayor del grupo se le acercó y le dijo "Tenemos el mismo sentimiento en nuestros corazones que usted. ¿Dónde está la estatua de la Virgen María?". El padre Petitjean descubrió que estas personas eran de la cercana aldea de Urakami y eran Kakure Kirishitans (cristianos ocultos), descendientes de los primeros japoneses cristianos que permanecieron ocultos posteriormente a la rebelión de Shimabara en 1638. Una blanca estatua de mármol de la virgen María fue importada de Francia y fue colocada en la iglesia para conmemorar este evento. El relieve de bronce en el patio muestra la memorable escena del descubrimiento. En poco tiempo, decenas de miles de cristianos clandestinos por fin dejaron de ocultarse en la zona de Nagasaki. Las noticias de este acontecimiento llegaron al Papa Pio IX, quien declaró esto como  "el milagro del oriente".
La catedral de Ōura fue designada como tesoro nacional de Japón en 1933 y nuevamente el 31 de marzo de 1953 bajo la ley para la protección de propiedades culturales de 1951. Fue la primera edificación de estilo occidental en recibir esta protección en Japón hasta el año de 2009 cuando el palacio de Akasaka de estilo neobarroco fue designado también tesoro nacional.